# 天野隆子
天野 隆子（あまの たかこ、1937年 - ）は、東京都出身の日本の時代考証家（明治・大正・昭和）である。慶應義塾大学経済学部卒。
1982年の連続テレビ小説『ハイカラさん』から、時代考証を担当しており、ほかにも、『おしん』、『あぐり』、『梅ちゃん先生』、『ちむどんどん』の時代考証や、NHKのスペシャルドラマ『坂の上の雲』の風俗考証も担当している。
2012年度NHK放送文化賞受賞者。

## 時代考証を担当した作品
()内に「朝」とあるのは、「朝ドラ」、すなわち「連続テレビ小説(NHK)」である。
- ハイカラさん（1982年・朝）
- おしん（1983年・朝）
- はね駒（1986年・朝）
- 凛凛と（1990年・朝）
- 君の名は（1991年・朝）
- あぐり（1997年・朝）
- すずらん（1999年・朝）
- 純情きらり（2006年・朝）
- ゲゲゲの女房（2010年・朝）
- わが家の歴史（2010年・フジテレビ開局50周年記念ドラマ）
- おひさま（2011年・朝）
- 梅ちゃん先生（2012年・朝）
- かすてぃら（2013年・NHKプレミアムドラマ）
- ごちそうさん（2013年・朝）
- 花子とアン（2014年・朝）
- 紅白が生まれた日（2015年・NHK/放送90年記念ドラマ）
- 半分、青い。（2018年・朝（第1週））
- 黒井戸殺し（2018年・フジテレビスペシャルドラマ）
- いだてん〜東京オリムピック噺〜（2019年・NHK大河ドラマ）
- スカーレット（2019年・朝）
- やすらぎの刻〜道（2019年〜2020年・テレビ朝日帯ドラマ劇場）
- 黄金の刻〜服部金太郎物語〜（2024年・テレビ朝日）
- 終りに見た街（2024年・テレビ朝日）